# 栗沢勇治
栗沢 勇治（くりさわ ゆうじ、1904年〈明治37年〉9月19日 - 1976年〈昭和51年〉1月31日）は、日本の政治家。釜石市長（2期）。

## 経歴
岩手県上閉伊郡栗橋村（現・釜石市）に生まれる。栗橋尋常高等小学校卒。炭焼きから身を興し、土木作業員を経て、1928年〈昭和3年〉釜石製鉄所に入る。1942年〈昭和17年〉釜石市の隣の甲子村会議員となる。戦後、釜石製鉄所の労働組合結成に参加し、副組合長から組合長になる。1955年〈昭和30年〉日本社会党から岩手県議会議員選挙に立候補し、当選する。県議は3期務める。1967年〈昭和42年〉釜石市長選挙に立候補し、現職の鈴木東民を破って初当選した。市長就任当初は2億5千万円の財政赤字で、在任中に解消を実現させた。2期目に「福祉都市」宣言を行い、市内の社会福祉施設を充実させ、保健医療対策にも力を注ぎ、4歳児の発達検査を実施した。市長は1975年〈昭和50年〉まで務め、翌1976年〈昭和51年〉1月31日に死去、市は準市民葬を挙行した。